# اچ‌ام‌ای‌اس ای‌ئی۲
اچ‌ام‌ای‌اس ای‌ئی۲ (به انگلیسی: HMAS AE2) یک زیردریایی بود که طول آن ۱۸۱ فوت (۵۵ متر) بود. این زیردریایی در سال ۱۹۱۳ ساخته شد.